# Tor Arne Granerud
Tor Arne Granerud (Hamar, 12 agosto 1960) è un ex calciatore norvegese, di ruolo centrocampista.

## Carriera

### Club
Granerud giocò nello HamKam dal 1979 al 1988. Fu capocannoniere del campionato 1982, assieme a Trygve Johannessen, con 11 reti.

### Nazionale
Granerud giocò 8 incontri per le Nazionali giovanili norvegesi, con una rete all'attivo.